# Salmo balcanicus
Salmo balcanicus é uma espécie de peixe da família Salmonidae.
Pode ser encontrada nos seguintes países: Albania e República da Macedónia.
Os seus habitats naturais são: lagos de água doce.